# 阿廷-韦德伯恩定理
在抽象代数学中，阿廷-韦德伯恩定理（英語：Artin–Wedderburn theorem）是半单环及半单代数的分类定理。该定理指出，任何半单的阿廷环都同构于有限个除环上的有限阶矩阵环的直积，且这些除环以及与之对应的矩阵的阶数在相差一个置换的意义下是唯一确定的。

## 历史
1908年，约瑟夫·韦德伯恩发表了题为《论超复数》（英語：On hypercomplex numbers）的论文。该文中的定理23指出：任意一个单代数都可以表示成一个本原代数（即可除代数）和单矩阵代数的直积。利用现在的术语，该定理可以表述为：任何单代数都同构于某个除环上的有限阶矩阵环。1926年，埃米尔·阿廷将这一结论推广至半单环。